# كوكفل
هي مدينة جامعية صغيرة تقع في ولاية تينيسي كما انها تضم جامعة تينيسي التقنية «تينيسي تيك» والتي تعد من أفضل الجامعات في مجالات الهندسة والإدارة في الولاية، لاسيما وأنها متخصصة في الهندسة والعلوم. تتميز المدينة بطبيعتها الجميلة وببساطتها.
تبعد المدينة 80 ميلا عن مدينة ناشفل عاصمة الولاية و 100 ميل غرب مدينة نوكسفل أحد أهم المدن في ولاية تينيسي

## التركيبة السكانية
حدّد مكتب تعداد الولايات المتحدة بيانات التركيبة السكانية لكوكفل في تعداد الولايات المتحدة. في ما يلي، التركيبة السكانية حسب تعدادي 2000 و2010.

### تعداد عام 2000
بلغ عدد سكان كوكفل 23,923 نسمة بحسب تعداد عام 2000، وبلغ عدد الأسر 9,938 أسرة وعدد العائلات 5,312 عائلة مقيمة في المدينة. في حين سجلت الكثافة السكانية 257 نسمة لكل كيلومتر مربع (665.6/ميل2). وبلغ عدد الوحدات السكنية 10,746 وحدة بمتوسط كثافة قدره 115.4 لكل كيلومتر مربع (298.9/ميل2).
وتوزع التركيب العرقي للمدينة بنسبة 91.11% من البيض و2.91% من الأمريكيين الأفارقة و0.16% من الأمريكيين الأصليين و1.88% من الأمريكيين ذوي الأصول الآسيوية و0.21% من سكان جزر المحيط الهادئ و2.61% من الأعراق الأخرى و1.12% من عرقين مختلطين أو أكثر و4.22% من الهسبانيون أو اللاتينيون من أي عرق.
بلغ عدد الأسر 9,938 أسرة كانت نسبة 24.7% منها لديها أطفال تحت سن الثامنة عشر تعيش معهم، وبلغت نسبة الأزواج القاطنين مع بعضهم البعض 39.7% من أصل المجموع الكلي للأسر، ونسبة 10.1% من الأسر كان لديها معيلات من الإناث دون وجود شريك،  بينما كانت نسبة 3.6% من الأسر لديها معيلون من الذكور دون وجود شريكة وكانت نسبة 46.5% من غير العائلات. تألفت نسبة 34.8% من أصل جميع الأسر من عدة أفراد يعيشون في نفس المنزل ونسبة 11.8% كانت تتألف من شخص يعيش بمفرده يبلغ من العمر 65 عاماً أو أكثر. وبلغ متوسط حجم الأسرة المعيشية 2.19، أما متوسط حجم العائلات فبلغ 2.83.
بلغ العمر الوسطي للسكان 29.0 عاماً. وكانت نسبة 17.8% من القاطنين تحت سن الثامنة عشر، وكانت نسبة 17.9% بين الثامنة عشر والرابعة والعشرين عاماً، ونسبة 24.5% كانت واقعةً في الفئة العمرية ما بين الخامسة والعشرين والرابعة والأربعين عاماً، ونسبة 17.8% كانت ما بين الخامسة والأربعين والرابعة والستين، ونسبة 12.8% كانت ضمن فئة الخامسة والستين عاماً فما فوق. يوجد لكل 100 أنثى 98.2 ذكر، ويوجد لكل 100 أنثى في الثامنة عشر من عمرها فما فوق 96.9 ذكر.
بلغ متوسط دخل الأسرة في المدينة 26,533 دولارًا، أما متوسط دخل العائلة فبلغ 39,623 دولارًا. وكان متوسط دخل الذكور 28,013 دولارًا مقابل 21,710 دولارًا للإناث. وسجل دخل الفرد الخاص بالمدينة 17,684 دولارًا. وكانت نسبة 13.1% من العائلات ونسبة 23.2% من السكان تحت خط الفقر، وكان من هؤلاء نسبة 20.3% تحت سن الثامنة عشر ونسبة 18.7% في الخامسة والستين من العمر وما فوق.

### تعداد عام 2010
بلغ عدد سكان كوكفل 30,435 نسمة بحسب تعداد عام 2010، وبلغ عدد الأسر 12,471 أسرة وعدد العائلات 6,669 عائلة مقيمة في المدينة. في حين سجلت الكثافة السكانية 326.9 نسمة لكل كيلومتر مربع (846.7/ميل2). وبلغ عدد الوحدات السكنية 13,706 وحدة بمتوسط كثافة قدره 147.2 لكل كيلومتر مربع (381.2/ميل2).
وتوزع التركيب العرقي للمدينة بنسبة 87.85% من البيض و3.38% من الأمريكيين الأفارقة و0.56% من الأمريكيين الأصليين و2.04% من الأمريكيين ذوي الأصول الآسيوية و0.07% من سكان جزر المحيط الهادئ و4.03% من الأعراق الأخرى و2.06% من عرقين مختلطين أو أكثر و7.01% من الهسبانيون أو اللاتينيون من أي عرق.
بلغ عدد الأسر 12,471 أسرة كانت نسبة 25.2% منها لديها أطفال تحت سن الثامنة عشر تعيش معهم، وبلغت نسبة الأزواج القاطنين مع بعضهم البعض 37% من أصل المجموع الكلي للأسر، ونسبة 12% من الأسر كان لديها معيلات من الإناث دون وجود شريك،  بينما كانت نسبة 4.5% من الأسر لديها معيلون من الذكور دون وجود شريكة وكانت نسبة 46.5% من غير العائلات. تألفت نسبة 33.9% من أصل جميع الأسر من عدة أفراد يعيشون في نفس المنزل ونسبة 10.8% كانت تتألف من شخص يعيش بمفرده يبلغ من العمر 65 عاماً أو أكثر. وبلغ متوسط حجم الأسرة المعيشية 2.25، أما متوسط حجم العائلات فبلغ 2.89.
بلغ العمر الوسطي للسكان 29.7 عاماً. وكانت نسبة 18.6% من القاطنين تحت سن الثامنة عشر، وكانت نسبة 23.9% بين الثامنة عشر والرابعة والعشرين عاماً، ونسبة 23.6% كانت واقعةً في الفئة العمرية ما بين الخامسة والعشرين والرابعة والأربعين عاماً، ونسبة 20.2% كانت ما بين الخامسة والأربعين والرابعة والستين، ونسبة 13.6% كانت ضمن فئة الخامسة والستين عاماً فما فوق. وتوزع التركيب الجنسي للسكان بنسبة 49.9% ذكور و50.1% إناث.

## المناخ
يظهر الجدول التالي التغييرات المناخية على مدار السنة لكوكفل:
| البيانات المناخية لـكوكفل | البيانات المناخية لـكوكفل | البيانات المناخية لـكوكفل | البيانات المناخية لـكوكفل | البيانات المناخية لـكوكفل | البيانات المناخية لـكوكفل | البيانات المناخية لـكوكفل | البيانات المناخية لـكوكفل | البيانات المناخية لـكوكفل | البيانات المناخية لـكوكفل | البيانات المناخية لـكوكفل | البيانات المناخية لـكوكفل | البيانات المناخية لـكوكفل | البيانات المناخية لـكوكفل |
| الشهر | يناير                     | فبراير                    | مارس                      | أبريل                     | مايو                      | يونيو                     | يوليو                     | أغسطس                     | سبتمبر                    | أكتوبر                    | نوفمبر                    | ديسمبر                    | المعدل السنوي             |
| --- | ------------------------- | ------------------------- | ------------------------- | ------------------------- | ------------------------- | ------------------------- | ------------------------- | ------------------------- | ------------------------- | ------------------------- | ------------------------- | ------------------------- | ------------------------- |
| الدرجة القصوى °ف (°م) | 76 (24)                   | 80 (27)                   | 85 (29)                   | 90 (32)                   | 93 (34)                   | 105 (41)                  | 104 (40)                  | 104 (40)                  | 99 (37)                   | 92 (33)                   | 85 (29)                   | 77 (25)                   | 105 (41)                  |
| متوسط درجة الحرارة الكبرى °ف (°م) | 46 (8)                    | 51 (11)                   | 60 (16)                   | 69 (21)                   | 77 (25)                   | 84 (29)                   | 87 (31)                   | 87 (31)                   | 81 (27)                   | 71 (22)                   | 61 (16)                   | 49 (9)                    | 69 (21)                   |
| متوسط درجة الحرارة الصغرى °ف (°م) | 26 (−3)                   | 28 (−2)                   | 35 (2)                    | 43 (6)                    | 52 (11)                   | 61 (16)                   | 65 (18)                   | 64 (18)                   | 56 (13)                   | 44 (7)                    | 36 (2)                    | 29 (−2)                   | 45 (7)                    |
| أدنى درجة حرارة °ف (°م) | −22 (−30)                 | −13 (−25)                 | −1 (−18)                  | 20 (−7)                   | 29 (−2)                   | 38 (3)                    | 46 (8)                    | 46 (8)                    | 34 (1)                    | 22 (−6)                   | 7 (−14)                   | −13 (−25)                 | −22 (−30)                 |
| الهطول إنش (مم) | 5.1 (130)                 | 5.1 (130)                 | 4.8 (120)                 | 4.6 (120)                 | 5.5 (140)                 | 4.6 (120)                 | 5.0 (130)                 | 3.9 (99)                  | 3.9 (99)                  | 3.2 (81)                  | 4.7 (120)                 | 5.7 (140)                 | 56.1 (1٬429)              |
| المصدر: "Monthly Average/Record Temperatures and Precipitation at Cookeville Golf Club". Weather Channel. Weather Channel. مؤرشف من الأصل في 2023-02-26. اطلع عليه بتاريخ 2016-02-06. |                           |                           |                           |                           |                           |                           |                           |                           |                           |                           |                           |                           |                           |

## أعلام
- وليام أودوم إلدريدج
- ماك براون
- جي جي ريديك
- واتسون براون
- جون روز
- دون إتنغر